# ブリュノ・トデスキーニ
ブリュノ・トデスキーニ（Bruno Todeschini, 1962年9月19日 - ）はスイス・ヌーシャテル出身の俳優。
ジュネーヴで演技を学び、1986年にフランスに移り、舞台デビュー。同じころ、フランスの映画やテレビに出演するようになり、これまで多くの作品に出演している。

## 主な出演作品
- Le Caviar rouge (1986／ロベール・オッセン監督)
- 汚辱 堕ちた刑事　Série noire : Piège à flics (1986、TV／ドミニク・オトナン＝ジラール監督) VHSスルー
- Hôtel de France (1987／パトリス・シェロー監督)
- Rien que des mensonges (1991／ポール・ミュレ)
- 魂を救え！ La Sentinelle (1992)
- 女警部ジュリー・レスコー：「密輸」 Julie Lescaut : Trafics (1993、TV／ジョゼ・ダイヤン監督)
- 私の好きな季節 Ma saison préférée (1993／アンドレ・テシネ)
- 恋人たちのアパルトマン Fanfan (1993)
- 王妃マルゴ La Reine Margot (1994／パトリス・シェロー)
- パリでかくれんぼ Haut bas fragile (1995／ジャック・リヴェット)
- 愛する者よ、列車に乗れ Ceux qui m'aiment prendront le train (1998)
- コード・アンノウン Code inconnu (2000) DVDスルー
- 恋ごころ Va savoir (2001)
- 天使の肌 Peau d'ange (2002)
- ソン・フレール -兄との約束- Son frère (2003)
- スパイ・バウンド Agents secrets (2004)
- THE LAST DAY Le Dernier Jour (2004) DVDスルー
- 情痴 アヴァンチュール Une aventure (2005)
- 不完全なふたり Un couple parfait (2005)
- 待つ女 7 ans (2006)
- ル・テスク家の殺人 Petits meurtres en famille (2006／TVシリーズ)
- Nuit de chien (2008／ヴェルナー・シュレーター監督)
- ルルドの泉で Lourdes (2009)
- スウィッチ Switch (2011)
- ナタリー La Délicatesse (2011) DVDスルー
- バンカブル Bankable (2012／TV映画) TV5MONDEで放映
- 手をのばした先に～愛と憎悪の矛先 La main passe (2012／TV映画) TV5MONDEで放映
- ルソーの世界で Le nez dans le ruisseau (2012／TV映画) TV5MONDEで放映 (ruisseauは小川の意)
- ユダヤ人の枢機卿 Le Métis de Dieu (2013／イラン・デュラン・コーエン／TV映画) TV5MONDEで日本語字幕付放映
- オデッセウス Odysseus (2013／12回のTVシリーズ／ステファヌ・ジュスティ)
- フレンチ・コネクション 史上最強の麻薬戦争 マルセイユ・コネクション (東京国際映画祭上映題) La French (2014)
- フェミニズムとたたかう3人の女たち 3 femmes en colère (2014／TV映画) TV5MONDEで放映